# Kehinde Kamson
Lady Kehinde Kamson, KJW, (sinh ngày 14 tháng 8 năm 1961 tại Lagos, Nigeria) là một nữ doanh nhân, nhà lãnh đạo doanh nghiệp và nhà từ thiện người Nigeria. Bà nổi tiếng là người sáng lập kiêm giám đốc điều hành Sweet Sensation Confectionery Limited – một trong những chuỗi cửa hàng thức ăn nhanh phát triển mạnh mẽ nhất ở Nigeria. Khởi đầu từ một nhà kho sân sau và một căn phòng bảo vệ được cải tạo đơn sơ với vài thiết bị cũ, bà đã từ bỏ sự nghiệp kế toán ổn định để theo đuổi đam mê kinh doanh thực phẩm – và tạo nên một cuộc cách mạng trong ngành dịch vụ thức ăn nhanh (Quick Service Restaurant - QSR) ở Nigeria trong những năm 1990 và 2000.

## Thuở niên thiếu và học vấn.
Kehinde Kamson sinh ra trong một gia đình có truyền thống giáo dục. Cha bà – Adeleke Beniah Adelaja – là một trong những hiệu trưởng nổi tiếng của Trường Ngữ pháp CMS (trường trung học lâu đời nhất Nigeria), được học sinh kính trọng gọi là "Oga" hay "Canon Adelaja". Mẹ bà – Omoba Adebayo Evangelin Adelaja – là người sáng lập Trường Trung học Eva Adelaja tại Lagos, đồng thời là một nữ doanh nhân thành công.
Là con út trong cặp song sinh và là người con thứ sáu trong gia đình, Kehinde lớn lên trong môi trường gia giáo và kỷ luật. Bà học mẫu giáo tại Trường Quốc tế Phụ nữ ở Lagos và học tiểu học tại Trường Nhân viên Đại học Lagos. Khi cha bà được điều động công tác xa, bà và anh trai song sinh thường được gửi đến nhà bác – nơi bà chơi thể thao cùng chín người anh em họ. Điều này giúp bà phát triển mạnh mẽ về thể chất và tinh thần. Bà theo học trung học tại Trường St Anne, Ibadan và thể hiện năng khiếu thể thao xuất sắc. Bà từng đại diện trường và sau đó đại diện Tây Phi tham gia thi đấu bóng bàn, đoạt huy chương vàng. Tuy nhiên, bà không tham dự được Đại hội Thể thao châu Phi. Sau đó, bà học chương trình A-level tại Queens College, Lagos, lấy bằng Cử nhân Kế toán tại Đại học Lagos và tốt nghiệp Trường Kinh doanh Lagos.

## Sự nghiệp kinh doanh
Sau khi tốt nghiệp, Kamson làm kế toán trong một công ty, đồng thời nuôi dạy các con nhỏ. Tuy nhiên, nhận thấy khó cân bằng giữa công việc toàn thời gian và gia đình, bà quyết định nghỉ việc và bắt đầu tìm hướng đi mới. Năm 1994, bà thành lập Sweet Sensation từ một căn phòng bảo vệ nhỏ ở Ilupeju, Lagos – sau gần 10 năm kinh doanh thực phẩm nhỏ lẻ từ nhà để xe của gia đình. Từ một điểm bán duy nhất, Sweet Sensation đã phát triển thành chuỗi nhà hàng lớn với hơn 25 chi nhánh trên toàn quốc, hơn 2.000 nhân viên và trên 60 món ăn được phục vụ hàng ngày. Phong cách của Kamson là kết hợp món ăn địa phương với thực đơn quốc tế, không ngừng sáng tạo công thức mới.
Hành trình khởi nghiệp của bà bắt đầu từ việc chứng kiến mẹ mình liên tục thành công trong nhiều lĩnh vực kinh doanh khác nhau. Mẹ bà buôn bán đủ mọi mặt hàng có thể tưởng tượng được và thường xuyên đi khắp thế giới để tìm kiếm những món hàng giá hời, mang về Nigeria để bán. Việc được gần gũi và quan sát mẹ vận hành công việc kinh doanh hàng ngày đã gieo vào lòng Kehinde Kamson hạt giống đam mê kinh doanh từ khi còn nhỏ.
Sau khi tốt nghiệp Đại học Lagos, bà bắt đầu làm kế toán, đồng thời nuôi dạy các con nhỏ vì bà kết hôn và sinh con khá sớm. Tuy nhiên, không lâu sau đó, bà nhận ra rằng việc duy trì một công việc hành chính từ 9 giờ sáng đến 5 giờ chiều là điều không thể dung hòa với trách nhiệm làm mẹ. Bà quyết định nghỉ việc và bắt đầu suy nghĩ nghiêm túc về con đường tiếp theo. Chính trong khoảng thời gian đó, bà đã lựa chọn bắt đầu kinh doanh thực phẩm – quyết định táo bạo này sau đó đã hình thành nên chuỗi nhà hàng nổi tiếng Sweet Sensation.
Thực đơn tại Sweet Sensation rất đa dạng, từ món truyền thống như Cơm Jollof, Cơm chiên, Bánh nhân thịt (Meat Pie) đến các món đặc trưng như Sukiyaki, Geneva Peppersoup (GPS), Farmers Pottage, Soul Food, Swag Chicken, v.v.